# Araneus goniaeoides
Araneus goniaeoides är en spindelart som först beskrevs av Embrik Strand 1915.  Araneus goniaeoides ingår i släktet Araneus och familjen hjulspindlar. Inga underarter finns listade i Catalogue of Life.